# Felton Perry
Felton Perry (* 11. September 1945 in Chicago, Illinois) ist ein US-amerikanischer Schauspieler.

## Leben
Perry begann in den 1960er Jahren als Schauspieler zu arbeiten. Größere Aufmerksamkeit zog er 1973 durch seine Rolle als Inspector Early Smith in dem Film Calahan, dem zweiten Teil der Kriminalfilmreihe um den von Clint Eastwood verkörperten Polizisten Dirty Harry.
Seither hat Perry zahlreiche weitere Nebenrollen in bekannten Kinoproduktionen wie Flammendes Inferno, RoboCop und Dumm und Dümmer übernommen.
Besonders häufig verkörpert er dabei Polizisten, so in der Fernsehserie Inspektor Hooperman, in der er eine Hauptrolle hatte, und in Serien wie Polizeirevier Hill Street, L.A. Law und The West Wing, in denen er Gastrollen spielte.

## Filmografie (Auswahl)
- 1973: Der Große aus dem Dunkeln (Walking Tall)
- 1973: Calahan (Magnum Force)
- 1973: The New Perry Mason (Fernsehserie)
- 1974: Flammendes Inferno (The Towering Inferno)
- 1986: Zoff in Beverly Hills (Down and Out in Beverly Hills)
- 1987: RoboCop
- 1987–1989: Inspektor Hooperman (Hooperman, Fernsehserie)
- 1990: RoboCop 2
- 1993: RoboCop 3
- 1994: Dumm und Dümmer (Dumb & Dumber)
- 1998: Mein treuer Freund Buck (Buck e il braccialetto magico)